# 王敞 (正統進士)
王敞（1411年—？），字文浩，貴州永寧衛人，官籍。明朝政治人物。進士出身。

## 生平
雲南鄉試第十二名。正統十年（1445年）乙丑科會試第一百一十一名，殿試登進士第三甲第六十四名。

## 家族
曾祖王隆，曾任元樞密。祖父王興，曾任鎮撫。父亲王斌。